# Адамович Григорій Дмитрович
Адамо́вич Григо́рій Дми́трович (9 листопада 1868 — ?) — підполковник армії Української Народної Республіки.

## Життєпис
Григорій Адамович народився 9 листопада 1868 року. У 1894 році закінчив реальне училище та Єлисаветградське кавалерійське училище. Вийшов корнетом до 12-го драгунського Стародубівського полку (м. Волочиськ), у складі якого брав участь у Першій світовій війні. Останнє звання у російській армії — підполковник. Був нагороджений Георгіївською зброєю (24 лютого 1915 року).
У 1917 році — командир 8-го запасного кавалерійського полку, зі складу якого виділив 1-й Козацький Вільної України полк військ Центральної Ради. На чолі цієї частини 30 листопада 1917 року прибув до Києва. З 12 лютого 1918 року — т. в. о. начальника постачання військ Центральної Ради.
Станом на 31 травня 1918 року — начальник 12-ї кавалерійської (4-ї кінної) дивізії Армії Української Держави. У другій половині 1918 року — 1919 році — голова ремонтних комісій з поповнення армії кінським складом. У березні-травні 1920 року — начальник кінного відділу запасної бригади 6-ї Січової стрілецької дивізії Дієвої армії УНР, що формувалася у Брест-Литовському. Згодом відбув до Києва на формування 7-ї запасної бригади Дієвої армії УНР.
Станом на 7 липня 1920 року — штаб-старшина Головного управління персонального складу Військового міністерства Української Народної Республіки. В українській мемуаристиці інколи помилково згадується під прізвищами «Абрамович» та «Антонович».